# 정선희
정선희(丁善姬, 1972년 2월 1일~)는 대한민국의 희극 배우이다. 텔레비전 진행자, 라디오 진행자 등으로도 활동하였다. '천만의 말씀, 만만의 콩떡'이라는 유행어를 가졌다.

## 학력
- 1984년 서울장곡초등학교(졸업)
- 1987년 하계중학교(졸업)
- 1990년 염광여자고등학교(졸업)
- 동덕여자대학교 경제학과 90학번 (졸업)

## 경력
- 2007년 청주 국제공예비엔날레 홍보대사

## 생애
정선희는 1992년 SBS 1기 공채 코미디언으로 연예계에 데뷔했다. 데뷔 때부터 미국 애니메이션 캐릭터 중 하나인 딱따구리의 목소리 흉내를 잘 내어, '딱따구리'라는 별명을 가졌다. 1994년 MBC로 활동 영역을 넓히려고 하다가 SBS와 MBC 사이에 갈등이 빚어지기도 하였다.
1994년 말 KBS로의 외연 확대에 성공하였다. KBS 2TV 《슈퍼 선데이 - 금촌댁네 사람들》(1995년)에 출연하여 큰 웃음을 주었고 KBS 2TV 《쇼! 행운을 잡아라》(1997년) 등으로 확고부동하게 능력을 인정받았다. 이에 제33회 백상예술대상에서 여자 코미디 연기상을 수상하였다. 1995년에는 MBC로의 외연 확대에도 성공했다. MBC 교양 프로그램 《TV 시간여행》(1995년)에 출연하여 진행자로 활동하였다.
음악 프로그램 진행자로도 활동 영역을 넓혀 1997년 심야 방송대에 SBS FM 《뮤직파워》를 진행하였다. 또 KBS 2 FM 《이주노의 인기가요》의 목요일 코너를 맡았고 MBC 라디오 《싱글벙글쇼》, MBC 라디오 《지금은 라디오 시대》, MBC 라디오 《여성시대》 등 인기 프로그램에서 1주일씩 대신 진행을 하기도 했다. 1998년 SBS 《해피타임》으로 큰 사랑을 받아 같은 해 9월 한국방송대상 코미디언상을 수상하였다.

한편, SBS <해피타임> 등으로 25회 한국방송대상 여자 코미디언상 수상 당시 KBS 2TV 《쇼 비디오 자키》(91년 4월 21일 종영) 등으로 18회 남자 코미디언상을 받았던 심형래 이후  프로그램 폐지(98년 4월 29일) 뒤 받은 한국방송대상 코미디언상 두 번째 수상자가 됐지만 그 이후 명맥이 끊겼는데 한국방송대상 코미디언상은  17회 때 처음 시행됐고 남-녀 코미디언상으로 갔으나 26회부터 통합 코미디언상으로 변경됐다.
2008년에 정선희는 라디오 방송 진행자로서뿐만 아니라 여타의 방송 프로그램 진행자로도 활발하게 활동하고 있었는데, 촛불집회를 폄하하는 듯한 발언의 여파로 라디오 방송 프로그램 뿐만 아니라 다른 방송 프로그램에서도 자진 하차해야 하는 상황에 처했었다.
2010년 2월부터 SBS 플러스 《이경실 정선희의 철퍼덕 하우스》를 진행했다. MBC 《공감토크쇼 놀러와》 등 여러 예능 프로그램, 토크 쇼에 게스트로 출연했다. 2011년 4월 SBS 파워FM 《오늘 같은 밤》의 진행자로 발탁되어 2014년 10월까지 활동했다. 2013년 SBS 연예대상 라디오 부문 DJ상을 수상하였다. 2014년부터 SBS 《TV 동물농장》을, 2015년부터 C채널 《회복》을 진행하였는데 이들 중 《TV 동물농장》은 5년 만의 복귀였다. 2015년에는 번역서 《하루 세 줄, 마음정리법》도 출간했다.
2016년 3월 8일부터 팟캐스트 《정선희 문천식의 행복하십SHOW!》를 진행하면서 뉴미디어에서 대중과의 소통을 새롭게 다져갔다. 다음해 2017년 2월 1일 MBC 《정선희, 문천식의 지금의 라디오 시대》 진행자로 발탁되었고 비슷한 시기에는 EBS 《다큐 시선》에 내레이션으로 참여한 적이 있다. 다음해 2018년 MBC 방송연예대상 라디오 부문 우수상을 수상하였다.

## 출연 및 활동

### 방송 출연
- SBS 《웃으며 삽시다》
  - <웃삽맨>
  - <후지산 호랑이> : 월매 역
- KBS 《TV는 사랑을 싣고》

### 텔레비전 드라마
- 1995년 - KBS 《슈퍼선데이 - 금촌댁네 사람들》
- KBS 《아무도 못말려》
- KBS 《행복을 만들어 드립니다》

### 텔레비전 진행
- 1998년 - SBS 《해피타임》
- 2000년 - MBC 《코미디 하우스》
- 2001년 - 2008년, 2014년 - SBS 《TV 동물농장》
- 2003년 - KBS2 《일요일은 101%》
- 2004년 - KBS 《해피선데이》
- 2006년 - MBC 《2006 팔도모창 가수왕》[16]
- 2006년 - MBC 《황금어장》
- 2006년 - MBC 《삼색녀 토크쇼》
- 2006년 - MBC 《불만제로》
- 2007년 - MBC 《이재용·정선희의 기분좋은 날》
- 2008년 - KBS 《사이다》
- 2010년 - QTV 《여자만세》
- 2010년 - SBS plus 《이경실 정선희의 철퍼덕 하우스》
- 2012년 - TV조선 《토크쇼 노코멘트》
- 2015년 - C채널 《회복》
- 2017년 - TV조선 《별별톡쇼》
- EBS 《만들어 볼까요》
- KBS 《두뇌쇼! 진실감정단》
- KBS 《기적체험! 구사일생》
- MBC 《목표달성! 토요일》
- MBC 《제19회 MBC 창작동요제》
- MBC 《시사정복프로젝트 뉴스왕》
- MBC 《찾아라! 맛있는 TV》
- MBC 《우리들의 일밤-(2부) 남심여심》
- SBS 《최수종쇼》
- SBS 《학교전설》
- OCN 《줌인》
- M-TV 《Sunny Side》
- EBS1 《다큐 시선》 - 내레이션[17]
- 《인생상담 돈앤독》-ONCE
- 《건강비결 좋아요》
- C채널 《힐링토크 회복》
- 채널A 《4인용식탁》

### 라디오 진행
- 2009년 ~ 2011년 - SBS 러브 FM 《정선희의 러브FM》
- 2011년 ~ 2014년 - SBS 파워FM 《정선희의 오늘 같은 밤》
- 2017년 - MBC 표준FM 《정선희, 문천식의 지금은 라디오시대》
- SBS 러브FM 《정선희, 홍진경의 재밌는 오후 2시》
- MBC 라디오 《김흥국, 정선희의 특급작전》
- 2003년 ~ 2008년 - MBC FM4U 《정오의 희망곡 정선희입니다》

### 팟캐스트 진행
- 2016년 - 《정선희 문천식의 행복하십SHOW!》

### 유튜브 진행
- 2020년 - 《포프리쇼》

### 영화
- 1999년 《자귀모》 애완견 여자 역(특별출연)
- 2010년 《젓가락》(특별출연)

### 광고
- 대우통신 아망떼900 여보세요
- 유니레버코리아 페어스비타 E
- KFC 트위스터 (서경석과 함께 출연)
- 롯데칠성음료 히야 (한고은과 함께 출연)
- 한화종합화학 한화 발코니아 (故 최진실과 함께 출연)
- 삼성화재 애니카/ 삼성화재 올라이프 (엄정화와 함께 출연)
- SK제약 트라스트 패취 (오지명과 함께 출연)
- 한국정보문화센터 이동전화 통신 예절 캠페인 (유재석, 홍진경, 강호동과 함께 출연)

### 유아 비디오
- 2001년 - KBS 미디어 《둘리와 함께》

### 기타
- 2006년 - 디지털 싱글 앨범 - `사랑의 사냥꾼`
- 2013년 - 《휴먼다큐 사람이 좋다》 - 내레이션

### 게스트

#### 텔레비전
- KBS 《가족오락관》
- 2020년 1월 3일 - 채널A 《행복한 아침》
- 2022년 MBC 《라디오스타》

## 상훈
| 연도 | 주관                               | 부문               | 수상                 | 비고                                |
| ---- | ---------------------------------- | ------------------ | -------------------- | ----------------------------------- |
| 1997 | 제33회 백상예술대상                | 예능 프로그램 부문 | 여자 코미디 연기상   |                                     |
| 1998 | 제25회 한국방송대상 (한국방송협회) | 예능 프로그램 부문 | 여자 코미디언 상     |                                     |
| 1999 | MBC 코미디 대상                    | MBC 코미디 대상    | 우수상               |                                     |
| 2000 | MBC 코미디 대상                    | MBC 코미디 대상    | 여자 최우수상        |                                     |
| 2001 | MBC 연기대상                       | 라디오 진행자 부문 | 우수상               | 김흥국, 정선희의 특급작전           |
| 2004 | KBS 연예대상                       | 쇼, 오락 부문      | 베스트 엔터테이너 상 |                                     |
| 2006 | KBS 연예대상                       | 쇼, 오락 부문      | 우수상               |                                     |
| 2006 | MBC 방송연예대상                   | 코미디 시트콤 부문 | 여자 최우수상        |                                     |
| 2006 | MBC 연기대상                       | 라디오 부문        | 최우수상             | 정오의 희망곡 정선희입니다          |
| 2013 | SBS 연예대상                       | 라디오 부문        | DJ상                 | 정선희의 오늘 같은 밤               |
| 2018 | MBC 방송연예대상                   | 라디오 부문        | 우수상               | 정선희, 문천식의 지금은 라디오 시대 |
| 2020 | MBC 방송연예대상                   | 라디오 부문        | 최우수상             | 정선희, 문천식의 지금은 라디오 시대 |

## 저서
- 《정선희의 톡톡 튀는 생활 일본어》(넥서스, 2003년) ISBN 8982203273
- 《드라마 일본어》(넥서스제페니즈, 2007년) ISBN 8991795897

### 번역 저서
- 고바야시 히로유키. 《하루 세 줄, 마음정리법》. 지식공간. 2015년. ISBN 9788997142361

## 기타
2007년 11월 17일, 배우 안재환과 결혼식을 올렸다. 그러던중 갑작스럽게 2008년 9월 8일, 안재환이 자신의 승용차에서 숨진 채 발견됐다. 2008년 11월 28일, 안재환의 사망 사건을 조사해온 경찰은 두 달여 동안의 수사를 마치고 최종 결과를 발표했는데, 안재환의 사망은 거액의 부채에 기인한 자살인 것으로 결론내렸다. 이 사건은 언론의 주목을 받았고 그 과정에서 정선희와 안재환은 혼인신고를 한 상태가 아니라는 사실도 알려졌다. 이 사건과 관련하여 경찰 수사는 종결되었지만, 정선희는 안재환의 자살 원인과 관련하여 한동안 거짓 소문에 시달려야 했다.

## 관련 기사
- 김민정. 정선희 “내 슬픔을 뽐내는 건 사치, 나답게 ‘∼척’하진 않겠다”. 스포츠동아. 2012년 3월 21일.
- 유아정. 정선희 “평생 숨어살 수도 없고…시간이 흐르니 해결되는것 같다”. 일간스포츠. 2012년 3월 25일.
- 들까마귀. 일밤, 정선희의 어리석은 선택, 시청자 비호감 부른 실수. 미디어스. 2012년 3월 27일.
- 강민정. (스타 인터뷰) 돌아온 정선희 "슬픔 삭여 웃음을 빚었다". 스포츠한국. 2012년 3월 28일.
- 배국남. 정선희, 언제까지 돌 맞아야하나. 엔터미디어. 2012년 3월 29일.
- 이민지. 정선희 “내 마지막 뒷모습, 이렇게 흉해선 안되겠다” (인터뷰). 뉴스엔. 2012년 3월 30일.
- 이민지. 정선희 “먼길 돌아올 각오했어야.. 후회없다” (인터뷰). 뉴스엔. 2012년 3월 31일.
- 김하진. 정선희, 비틀거리고 싶지 않다(인터뷰). 헤럴드경제. 2012년 3월 31일.
- 이승록. 정선희, "내가 뭐라고 날 좋아하는지…"(인터뷰). 마이데일리. 2012년 4월 2일.
- 박세연. 정선희 "상처 파고들어 드라마 만들긴 싫었죠"(인터뷰). 매일경제. 2012년 4월 2일.
- 장영준. 정선희 "일 중독에서 벗어나 여유있는 삶 찾을래요"(인터뷰). TV리포트. 2012년 4월 4일.

## 같이 보기
- 최진실
- 이영자
- 신동엽
- 김생민
- 토니 안
- 안재환
- 문천식
- 조혜련